# 瓦尔特·基富
瓦尔特·基富（羅馬尼亞語：Valter Chifu，1952年9月2日—），罗马尼亚前男子排球运动员。他曾代表罗马尼亚国家队参加1980年夏季奥林匹克运动会排球比赛，获得一枚铜牌。